# Aristolochia cordiflora
La contracapitana de Mompox o flor de Alcatrás de Mompox (Aristolochia cordiflora) es una especie de planta de la familia Aristolochiaceae originaria de América Central .

## Taxonomía
Aristolochia cordiflora fue descrita en Nova Genera et Species Plantarum (quarto ed.) 2: 149. 1817.
Etimología
Aristolochia: nombre genérico que deriva de las palabras griegas aristos ( άριστος ) = "que es útil" y locheia ( λοχεία ) = "nacimiento", por su antiguo uso como ayuda en los partos.  Sin embargo, según Cicerón, la planta lleva el nombre de un tal "Aristolochos", que a partir de un sueño, había aprendido a utilizarla como un antídoto para las mordeduras de serpiente.

La aristoloquia se llamó ansí por parecer que a las mujeres socorría en el parto........La redonda tiene virtud contra todas las otras ponzoñas; mas la luenga resiste el daño de las serpientes y de cualquier veneno mortífero si se bebe una dracma della con vino y se aplica también por de fuera. Bebida con pimienta y con mirra expele el menstruo, las pares y la criatura del vientre; y lo mismo hace metida en la natura de la mujer. Pedacio Dioscórides Anazarbeo, acerca de la Materia Medicinal y de los venenos mortíferos. Andrés Laguna. 1566, Salamanca.

cordiflora:, epíteto latino compuesto de cordi y flora que significa "flor con forma de corazón".
Sinonimia
- Aristolochia mariquitensis Mutis[6]